# U Ribellu
U Ribellu (El rebel) és una publicació nacionalista corsa, gairebé clandestina, pròxima al FLNC publicada en cors i de difusió periòdica.